# Sainte-Geneviève-des-Bois (Loiret)
Sainte-Geneviève-des-Bois település Franciaországban, Loiret megyében. Lakosainak száma 1062 fő (2022. január 1.). Sainte-Geneviève-des-Bois Montbouy, Adon, Boismorand, Châtillon-Coligny, Dammarie-sur-Loing és Nogent-sur-Vernisson községekkel határos.

## Népesség
A település népessége az elmúlt években az alábbi módon változott:
| Lakosok száma | 812  | 1046 | 952  | 1064 | 1104 | 1083 | 1083 | 1065 | 1065 | 1062 |
|               | 1968 | 1982 | 1990 | 2006 | 2013 | 2015 | 2017 | 2019 | 2020 | 2022 |

## A településhez köthető nevezetes személyek
- Cayeux-i Eudokia Sainte-Geneviève-i úrnő (?–1275 előtt)